# Georg Ludwig Koeler

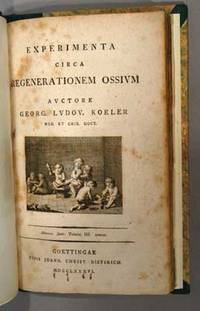
Experimenta circa regenerationem ossium

Georg Ludwig Koeler (Stuttgart, 31 de maio de 1765 – Mogúncia, 22 de abril de 1807) foi um médico, botânico, e professor do estado de Württemberg, Alemanha.
Por volta de 1780 Koeler frequentou a Universidade de Göttingen, motivado por seu tio, o cirurgão August Gottlieb Richter, para estudar medicina. Entre seus mestres estavam Johann Friedrich Blumenbach e Johan Andreas Murray. Sua tese de doutorado,Experimenta circa regenerationem ossium em 1786, foi sobre a regeneração óssea.

## Publicações selecionadas

### Livros
- 1786 Experimenta circa regenerationem ossium ... Ed. Typis J.C. Dieterich. 106 pp.
- 1800 Berichtigung der in B. Ruf's Schrift dargestellten Geschichte der Entbindung und des Wochenbetts der Frau W ... bis zum achtzehenten Pluvios und Fortsezzung dieser Geschichte bis zum Tode der Kindbetterin und der Oefnung des Leichnams.
- 1802 Descriptio graminum in Gallia et Germania tam sponte nascentium quam humana industria copiosius provenientium. 384 pp. online
- 1805 Lettre la Monsieur Ventenat sur les boutons et ramifications des plantes. 38 pp.

## Honrarias

### Epônimos
gênero Koeleria Willd.
das famílias:
- Flacourtiaceae
- Poaceae, Koeleria "Pers." St.-Lag.[3]